# Ellen Willis
Ellen Jane Willis (14 de diciembre de 1941 – 9 de noviembre de 2006) fue una periodista, activista, feminista y crítica musical estadounidense.

## Biografía
Willis nació en Manhattan en el seno de una familia judía y creció en los barrios del Bronx y Queens en la ciudad de Nueva York. Su padre era un teniente de la policía en el Departamento de Policía de la ciudad de Nueva York. Willis asistió al Barnard College como estudiante universitaria y se graduó en la Universidad de California, Berkeley, donde estudió literatura comparativa por un semestre, abandonando la escuela de posgrado poco después.
A finales de la década de 1960 y en la de 1970, fue la primera crítica de música pop para el diario The New Yorker, y más tarde escribió para, entre otros, Village Voice, The Nation, Rolling Stone, Slate y Salon. Además escribió varias colecciones de ensayos.
En el momento de su muerte, era profesora en el departamento de periodismo de la Universidad de Nueva York y directora de su Centro de Informes y Crítica Cultural. El 9 de noviembre de 2006 murió de cáncer de pulmón. Sus documentos fueron donados al Instituto Radcliffe de la Universidad de Harvard en 2008. Le sobrevivió su hija, Nona Willis-Aronowitz.

## Publicaciones selectas
- "Ellen Willis's Reply", 1968.
- "Women and the Myth of Consumerism", Ramparts, 1969.
- "Hell No, I Won't Go: End the War on Drugs", Village Voice, 1989.
- "Vote for Ralph Nader!", Salon, 2000.
- "The Realities of War" (A response to Elaine Scarry's “Citizenship in Emergency”), Boston Review, 2002.
- "The Pernicious Concept of 'Balance'", The Chronicle of Higher Education, 2005.